# Konnatale Hyperekplexie
Die konnatale Hyperekplexie (synonym Stiff-Baby-Syndrom) ist eine seltene angeborene genetische Störung (autosomal-dominant oder -rezessiv vererbt), die sich in neurologischen Symptomen (taktile und akustische Reize werden inadäquat beantwortet) äußert. Um einem plötzlichen Kindstod vorzubeugen, sind eine prompte Diagnose (einschließlich Abgrenzung von einer Epilepsie) und die rasche Einleitung einer geeigneten Behandlung notwendig. Das Syndrom wurde 1958 erstbeschrieben.

## Ursache
Die konnatale Hyperekplexie ist eine meist autosomal-dominant vererbte Erkrankung mit Mutation im Glycinrezeptor (GLR). Dabei ist sowohl die Alpha-Untereinheit (GLRA1), aber auch die Beta-Untereinheit (GLRB) des Rezeptors betroffen. Es gibt noch zahlreiche Mutationsvarianten, u. a. autosomal-rezessiv vererbte Formen. Als Lokalisation im Erbgut wurden 5q32-35 und 4q31-3 identifiziert.

## Klinische Erscheinungen
Unmittelbar nach der Geburt zeigt sich dabei eine Hypertonie der Skelettmuskulatur (bis hin zur Starre, daher der englische Name Stiff Baby Syndrom). Zusätzlich besteht ein verstärkter Moro-Reflex. Zudem kommt es bei akustischen oder taktilen Reizen zur krampfhaften Anspannung der Muskulatur, wobei es bei Neugeborenen durchaus auch zu lebensbedrohlichen Situationen mit Apnoe kommen kann.
Die Symptome lassen mit zunehmendem Lebensalter nach, beispielsweise bei plötzlichem Erschrecken kann es jedoch auch im Erwachsenenalter noch zu einer entsprechenden Muskelstarre (Stiff man), bei gleichzeitig erhaltenem Bewusstsein kommen.

## Behandlung
Die Behandlung erfolgt mittels Clonazepam. Gegen Epilepsie wirkende Medikamente können die Beschwerden jedoch verschlechtern.